# Mezquita Al-Fath (El Cairo)

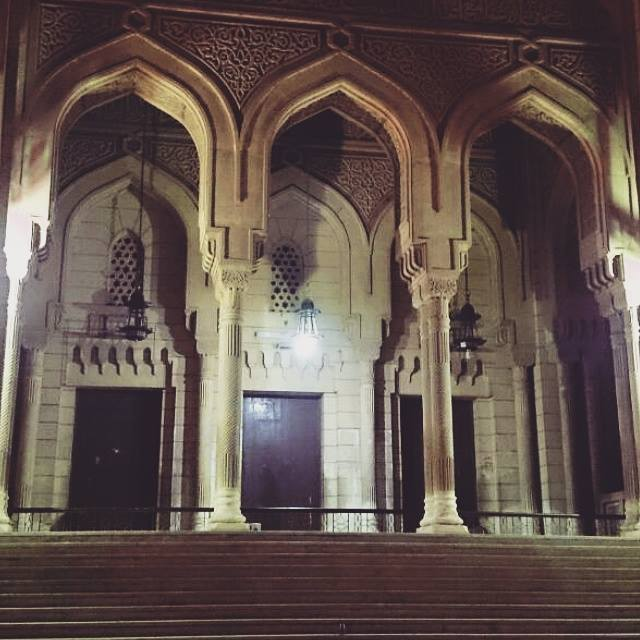
Entrada de la mezquita.

La mezquita Al-Fath (árabe: مسجد الفتح) es una mezquita en la ciudad de El Cairo. Situada en la Plaza de Ramsés, es una de las mezquitas más grandes y tiene el minarete más alto de la ciudad y el tercero más alto del mundo. Durante los disturbios posteriores al golpe de Estado en Egipto, el 16 de agosto de 2013 se produjo en la mezquita el segundo incidente de Ramsés, que provocó la muerte y lesiones de varios manifestantes y el posterior cierre de la mezquita.

## Historia
La mezquita tiene sus raíces en la antigua mezquita fundada durante las primeras conquistas musulmanas de Egipto. La actual plaza de Ramsés era un pueblo conocido como Um Dunin en el siglo VII, en el que los conquistadores islámicos habían establecido su centro y también la mezquita adyacente. Más tarde, la mezquita fue ampliada por el califa fatimí Al-Hákim bi-Amrillah y nombrada como Mezquita de Al-Maqs. Según el mapa de Al-Maqrizi, el nombre era una referencia al castillo cercano que existía entonces en la isla del Nilo, conocida como Qal'at Al-Maqs.
La mezquita también se llamaba Jami Bab al-Bahr. Se desarrolló durante la época de Al-Hákim para proveer la necesidad de una mezquita dentro del área de asedio, y devolver la riqueza a la gente común. Durante la época fatimí, había numerosas palmeras en el patio, y los califas disfrutaban de la vista de la mezquita desde los barcos en el Nilo.
La mezquita también se llamaba Mezquita Awlad 'Anan, una oda a dos hermanos que eran expertos en sufismo durante la época del sultán mameluco Tuman bay II, Mahoma y Abdul Qadir bin 'Anan. El hermano mayor, Mahoma, fue enterrado en el sitio en 1499, y se dice que vivió hasta los 120 años, lo que dio a la mezquita el nombre de Awlad 'Anan.
Sin embargo, esta antigua mezquita fue destruida por las fuerzas de ocupación francesas junto con varias otras mezquitas durante la Revuelta de El Cairo en 1798. Se construyó una instalación militar encima de las ruinas con el nombre de un oficial francés.
Más tarde, los contratistas árabes establecieron una nueva mezquita en el mismo lugar, que fue inaugurada el 22 de febrero de 1990 por el expresidente de Egipto Hosni Mubarak durante la celebración de Isra y Mirach. La mezquita recién fundada fue denominada "Al-Fath", que significa «la conquista» en el contexto islámico, y fue diseñada por el arquitecto Hussein Bikri. El nombre Alwad 'Anan también se sigue utilizando.

## Primavera Árabe
Dos días después de la masacre de Rabaa de agosto de 2013, el 14 de agosto de 2013, los partidarios de Mohamed Morsi se reunieron en la Plaza de Ramsés y en la zona vecina de la mezquita. Cuando la policía se enfrentó a los manifestantes, algunos de ellos huyeron a la mezquita y el lugar se convirtió en un hospital para los heridos. Al día siguiente por la mañana, la policía hizo una redada en la mezquita y arrestó a los manifestantes antes de que fuera cerrada. El incidente se conoce como el Segundo Incidente de Ramsés.